# Hoyos József
Gróf Hoyos József Teodor  Stichsensteini báró (Bécs, 1839. november 9. – Payerbach, 1899. május 22.) császári kamarás, politikus. Habsburg–Lotaringiai Rudolf főherceg trónörökös vadásztársa. A mayerlingi tragédia eseményein jelen volt.

## Élete
A gróf Hoyos család sarja. Édesapja, gróf Hoyos Henrik (1804-1854), édesanyja, zicsi és vázsonykői gróf Zichy Felícia (1809-1880) volt. Hoyos József unokaöccse, gróf Hoyos Miksa (1874-1956), agrárpolitikus, földbirtokos volt.
A mayerlingi tragédia napján hivatalos volt Rudolf főhercegnél a vadászatra. Hoyos gróf és Coburg Fülöp herceg rátaláltak az elhunyt főhercegre. Rudolf halálhírével Hoyos a Burgba utazott, hogy közölje a szomorú hírt, először a főherceg édesanyjával, Erzsébet császárnéval.